# Јанг Ћусја
Јанг Ћиусја (7. јул 1998) је кинеска парабадминтон играчица. Представљала је Кину на Љетњим параолимпијским играма 2020. и освојила златну медаљу у категорији жене појединачно SU5.

## Биографија
Јанг Ћусји је ампутирана лијева рука након што ју је уједла отровна змија када је имала двије године..

## Спортска постигнућа

### Параолимпијске игре
Жене појединачно SU5
| Година | Мјесто одржавања такмичења                       | Противница           | Бодови       | Резултат |
| ------ | ------------------------------------------------ | -------------------- | ------------ | -------- |
| 2020.  | Национална спортска дворана Јојоги, Токио, Јапан | Ајако Сузуки         | 21–17, 21–9  | Злато    |
| 2024.  | Париз, Француска                                 | Туласимати Муругесан | 21-17, 21-10 | Злато    |

### Свјетски шампионати
Жене појединачно
| Година | Мјесто одржавања такмичења                            | Противница     | Бодови              | Резултат |
| ------ | ----------------------------------------------------- | -------------- | ------------------- | -------- |
| 2017.  | Спортска дворана Донгчун, Улсан, Јужна Кореја         | Ајако Сузуки   | 21–18, 18–21, 18–21 | Сребро   |
| 2019.  | Санкт Јакобсхале, Базел, Швајцарска                   | Ајако Сузуки   | 17–21, 21–17, 21–15 | Злато    |
| 2024.  | Изложбена и конгресна дворана Патаје, Патаја, Тајланд | Маниша Рамадас | 21–16, 21–16        | Злато    |

Женски парови
| Година | Мјесто одржавања такмичења                            | Партнер     | Противници                       | Бодови       | Резултат |
| ------ | ----------------------------------------------------- | ----------- | -------------------------------- | ------------ | -------- |
| 2024.  | Изложбена и конгресна дворана Патаје, Патаја, Тајланд | Сјао Цусјен | Манаси Јоши Туласимати Муругесан | 13–21, 20–22 | Бронза   |

Мјешовити парови
| Година | Мјесто одржавања такмичења                    | Партнер      | Противници                      | Бодови       | Резултат |
| ------ | --------------------------------------------- | ------------ | ------------------------------- | ------------ | -------- |
| 2017.  | Спортска дворана Донгчун, Улсан, Јужна Кореја | Јанг Ђенјуен | Хари Сусанто Леани Ратри Октила | 14–21, 14–21 | Сребро   |

### Азијске параигре
Women's singles
| Година | Мјесто одржавања такмичења                    | Противница   | Бодови       | Резултат |
| ------ | --------------------------------------------- | ------------ | ------------ | -------- |
| 2018.  | Истора Гелора Бунг Карно, Џакарта, Индонезија | Ајако Сузуки | 21–16, 21–16 | Злато    |

Женски парови
| Година | Мјесто одржавања такмичења                    | Партнер     | Противнице            | Бодови      | Резултат |
| ------ | --------------------------------------------- | ----------- | --------------------- | ----------- | -------- |
| 2018.  | Истора Гелора Бунг Карно, Џакарта, Индонезија | Сјао Цусјен | Ченг Хефанг Ма Хуихуи | 10–21, 1–21 | Бронза   |

### Азијски шампионати
Жене појединачно
| Година | Мјесто одржавања такмичења                                              | Противник    | Бодови             | Резултат |
| ------ | ----------------------------------------------------------------------- | ------------ | ------------------ | -------- |
| 2016   | Кинеска администрација за спорт за особе са инвалидитетом, Пекинг, Кина | Ајако Сузуки | 17–21, 21–11, 21–9 | Злато    |

### Азијске омладинске параолимпијске игре
Жене појединачно
| Година | Мјесто одржавања такмичења                     | Противник   | Бодови              | Резултат |
| ------ | ---------------------------------------------- | ----------- | ------------------- | -------- |
| 2017.  | Ал Васл Клуб, Дубаи, Уједињени Арапски Емирати | Ли Тонгтонг | 17–21, 21–14, 21–10 | Злато    |

### Међународни турнири  (4 типуле, 3 другопласирана)
Жене појединачно
| Година | Турнир                            | Противница         | Бодови              | Резутат        |
| ------ | --------------------------------- | ------------------ | ------------------- | -------------- |
| 2017.  | Јапан Парабадминтон Интернашонал  | Ајако Сузуки       | 21–8, 13–21, 18–21  | Другопласирана |
| 2019.  | Туркиш Парабадминтон Интернашонал | Катерине Розенгрен | 21–23, 21–8, 21–9   | Побједница     |
| 2019.  | Дубаи Парабадминтон Интернашонал  | Ајако Сузуки       | 21–18, 21–13        | Побједница     |
| 2019.  | Кина Парабадминтон Интернашонал   | Ајако Сузуки       | 21–14, 19–21, 21–19 | Побједница     |
| 2019.  | Јапан Парабадминтон Интернашонал  | Ајако Сузуки       | 19–21, 20–22        | Другопласирана |
| 2020.  | Бразил Парабадминтон Интернашонал | Ли Тонгтонг        | 17–21, 23–25        | Другопласирана |

Женски парови
| Година | Турнир                           | Партнер                 | Противнице                      | Бодови       | Резултат   |
| ------ | -------------------------------- | ----------------------- | ------------------------------- | ------------ | ---------- |
| 2017.  | Јапан Парабадминтон Интернашонал | Манаси Гиришчандра Јоши | Хеле Софие Сагеј Катрин Зајберт | 23–21, 21–15 | Побједница |